# Tetrachondra
Tetrachondra es un género con dos especies de plantas  perteneciente a la familia Tetrachondraceae.  Se compone de dos especies de plantas suculentas, rastreras, perennes, o plantas herbáceas acuáticas o semi-acuáticas . Su rango de distribución es discontinuo: una especie es endémica de Nueva Zelanda (principalmente de Isla Stewart, Otago y Southland ), mientras que la otra es endémica del sur de la Patagonia y Tierra del Fuego. Estas plantas tienen aceites esenciales.

## Especies
- Tetrachondra hamiltonii
- Tetrachondra patagonia